# Martí Zuviria
Martín de Zubiría y Olano (conegut popularment com a Martí Zuviria) (s. XVII, Lizarra - segle xviii, Viena?) fou un militar navarrès partidari de Carles d'Àustria durant la Guerra de Successió espanyola. Tot i no tenir cap mena de formació en enginyeria militar, ni tampoc ser català, el 2012 l'escriptor Albert Sánchez Piñol es va basar en la seva persona per a escriure una novel·la de ficció històrica basada en el setge de Barcelona anomenada Victus, de la qual feu una continuació el 2015 anomenada Vae Victus.

## Biografia
Era fill de Martín de Zubiría i de Magdalena de Olano. El 1705 es va adherir a Carles d'Àustria i va ser nomenat capità del regiment d'infanteria del comte d'Ahumada. El 1706 va ser nomenat governador de Martorell i després va ascendir a sergent major del regiment del comte de Galway, desbandat després de la batalla d'Almansa. El 1708 va obtenir patent d'ajudant reial i va servir als generals marquès de Villalibre, comte de Corzana i al comte d'Elda. El 1711 fou ascendit a tinent coronel de cavalleria i aquell mateix any es casà a Barcelona amb Maria Rafael Figueres, filla del pagès Josep Figueres i de Teresa Avinyó. Com a testimonis, actuaren el capità de cavalleria navarrès Pedro Morraz i el també capità de cavalleria Pere Montaner.
A finals d'aquell any 1711, el tinent general Antonio de Villarroel fou alliberat per les tropes borbòniques en un intercanvi de presoners. El 10 de juliol del 1713, després que la Junta de Braços de Catalunya proclamés unilateralment la continuació de la guerra contra Felip V i contra França, es feu petició a Villarroel perquè acceptés el comandament de l'exèrcit de Catalunya. Aquest ho acceptà i, el 13 de juliol, nomenà els seus ajudants reials, que foren Juan Calvería, Diego Mier, Diego Sánchez i el mateix Martín de Zubiría. Aquest tingué un notable servei durant el setge de Barcelona (1713-1714) i caigué ferit l'11 de setembre del 1714. Va restar dos anys pres i fou alliberat el 1716, passant a Roma i després a Viena, on residia el 1725 cobrant pensió de Carles d'Àustria.